# جورجي توريس
جورجي توريس (بالإنجليزية: Georgie Torres) مواليد 21 سبتمبر 1957 في بروكلين، هو لاعب كرة سلة سابق من بورتو ريكو بدأ مسيرته الاحترافية في سنة 1975. مثّل منتخب بلاده. شارك في مسابقة كرة السلة في الألعاب الأولمبية الصيفية وكان ذلك في الألعاب الأولمبية الصيفية 1996 والتي كانت الدورة الأولمبية الوحيدة التي يمثل بلاده فيها. اعتزل اللعب في 2001.

## روابط خارجية
- جورجي توريس على موقع الاتحاد الدولي لكرة السلة (الإنجليزية)
- جورجي توريس على موقع الاتحاد الدولي لكرة السلة (الإنجليزية)
- جورجي توريس على موقع سبورتس رفرنس (الإنجليزية)
- جورجي توريس على موقع ريلجم (الإنجليزية)
- جورجي توريس على موقع بروبوليرز (الإنجليزية)
- جورجي توريس على موقع سبورتس رفرنس (الإنجليزية)
- جورجي توريس على موقع أوليمبيديا (الإنجليزية)